# Campionats del món de ciclisme en ruta de 1938
Els Campionats del món de ciclisme en ruta de 1938 es disputaren el 5 de setembre a Valkenburg, Països Baixos.

## Resultats
| Proves :                         | Or                    | Or         | Argent                | Argent | Bronze                        | Bronze |
| Professionals                    |                       |            |                       |        |                               |        |
| Cursa en línia masculina detalls | Marcel Kint · Bèlgica | 7h 53' 25" | Paul Egli · Suïssa    | m. t.  | Léo Amberg · Suïssa           | m. t.  |
| Amateurs                         |                       |            |                       |        |                               |        |
| Cursa en línia masculina         | Hans Knecht · Suïssa  | 4h 51' 59" | Josef Wagner · Suïssa | -      | Joop Demmenie · Països Baixos | -      |

## Medaller
| Posició | País          | Or | Plata | Bronze | Total |
| 1       | Suïssa        | 1  | 2     | 1      | 4     |
| 2       | Bèlgica       | 1  | 0     | 0      | 1     |
| 3       | Països Baixos | 0  | 0     | 1      | 1     |
| Total   | Total         | 2  | 2     | 2      | 6     |